# Si douces, si perverses
À ne pas confondre avec Si douce, si perverse (Peccati di gioventù) de Silvio Amadio.
Pour plus de détails, voir Fiche technique et Distribution.
Si douces, si perverses (Così dolce… così perversa) est un film policier italo-français réalisé par Umberto Lenzi et sorti en 1969.

## Synopsis
Danielle et Jean Reynaud ont les apparences d'un couple de grands bourgeois parisiens : il est industriel; riche et accumule les conquêtes car sa femme se refuse à lui. Dans l'appartement au-dessus de chez eux emménage Nicole qui sort d'une relation très difficile avec Klaus. Jean l'attire dans ses bras mais tombe profondément amoureux d'elle. Elle le prévient néanmoins que Klaus cherche à le tuer, à la demande d'un inconnu. Après un échec sur la Riviera, Klaus fait venir Jean dans l'appartement de Nicole et au cours d'une lutte, finit par le poignarder. Il n'a fait qu'exécuter la demande des deux femmes, complices. Le meurtre est maquillé en incendie de la voiture de Jean, dans laquelle la police ne retrouve donc qu'un corps carbonisé. Cependant, Danielle éprouve visions et remords de la disparition de son mari, et finit par être persuadée que Jean n'est pas mort et est complice de Nicole. Alors qu'elle est au téléphone, elle sent sa présence dans l'appartement et meurt d'un coup de feu en prononçant son nom. Sur la déposition de Nicole, la police accepte avec réticence l'hypothèse du suicide, alors que c'est Klaus qui a tiré le coup de feu fatal. Lui et Nicole, qui a hérité de la fortune de Jean, s'envolent pour l'Amérique du Sud. Mais le commissaire est dans l'avion.

## Fiche technique
- Titre original : Così dolce… così perversa
- Titre français : Si douces, si perverses
- Réalisation : Umberto Lenzi
- Scénario : Ernesto Gastaldi, d'après une histoire de Luciano Martino adaptée par Massimo D'Avak
- Photographie : Memmo Mancori
- Montage : Eugenio Alabiso
- Musique : Riz Ortolani
- Direction artistique : Franco Bottari
- Producteurs : Mino Loy, Luciano Martino
- Pays d'origine : Italie, France
- Format : Couleurs - Scope - Mono
- Durée : 92 minutes
- Dates de sortie :
  -  Italie : 31 octobre 1969
  -  France : 26 février 1971

## Distribution
- Jean-Louis Trintignant (VF : lui-même) : Jean Reynaud
- Carroll Baker (VF : Arlette Thomas) : Nicole Perrier
- Erika Blanc : Danielle Reynaud
- Horst Frank (VF : Marc de Georgi) : Klaus
- Helga Liné : Helene Valmont
- Silvio Laurenzi : invité à la party
- Renato Pinciroli (it) (VF : Guy Pierrault) : Jacques le portier
- Dario Michaelis (it) (VF : Jean-Claude Michel) : L'inspecteur
- Gianni Di Benedetto (it) (VF : Marc Cassot) : Valmont
- Ermelinda De Felice (VF : Marie Francey) : La propriétaire de l'hotel
- Claude Joseph (voix)